# Îles Borromées
Pour les articles homonymes, voir Borromeo.
Les îles Borromées, en italien Isole Borromee, sont des îles italiennes du lac Majeur. Elles sont au nombre de cinq, mais seules trois se visitent. La région bénéficie d'un climat qui apporte une douceur très appréciée dès le début du printemps.

## Description et historique
Perles du lac Majeur, les îles Borromées portent le nom d'une famille lombarde, les Borromeo, qui acquirent les deux plus grandes au XVe siècle ; la famille en est toujours propriétaire. Contrairement à une idée répandue, l'Isola dei Pescatori n'a jamais appartenu à la famille Borromeo.
La ville la plus proche des îles est Stresa.
Les trois îles qui se visitent sont : 
- Isola Madre, la plus grande, couverte de jardins exotiques[2] ;
- Isola Bella, la plus célèbre et la plus remarquable par son château de style baroque du XVIIe siècle, qui se visite. Il est renommé pour ses salles richement décorées de peintures murales et tableaux (Léonard de Vinci), ses caves entièrement ornées de galets, ses magnifiques jardins en terrasse couverts de plantes exotiques, dont des orangers. Après la visite des lieux, on peut méditer la devise de la famille Borromée : Humilitas[2] ;
- Isola dei Pescatori (l'île des pêcheurs) ou Isola Superiore, la plus petite mais unique en son genre, par ses ruelles et ses petites maisons de pêcheurs[2].

Auxquelles il faut ajouter :
- Isolino di San Giovanni (it) ;
- le rocher de Malghera (it).

## Galerie

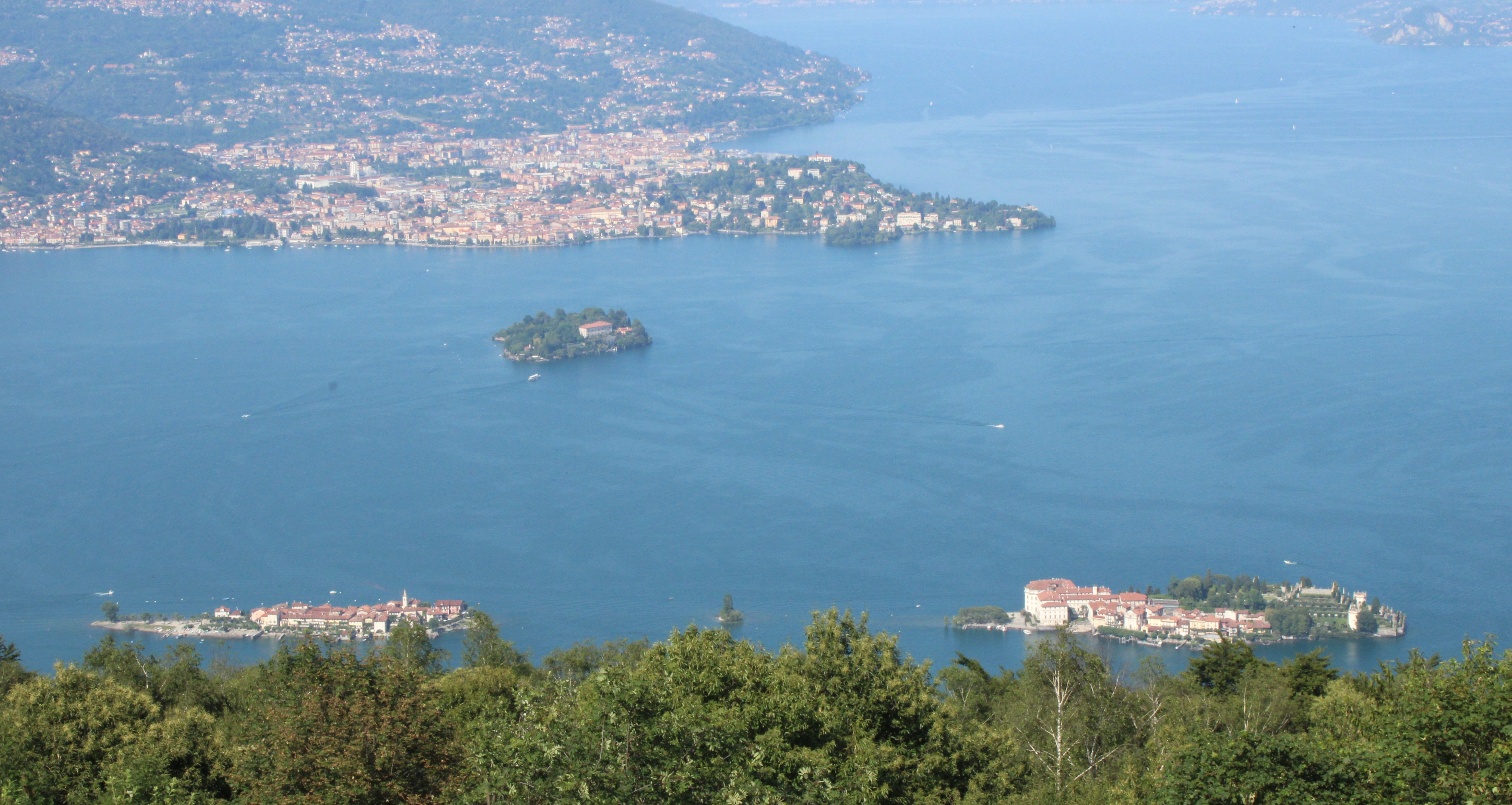
Vue des Iles Borromées depuis les hauteurs de Stresa : à gauche Isola dei Pescatori, au milieu Isola Madre et à droite. Isola Bella. De l'autre côté du lac, la ville de Verbania.
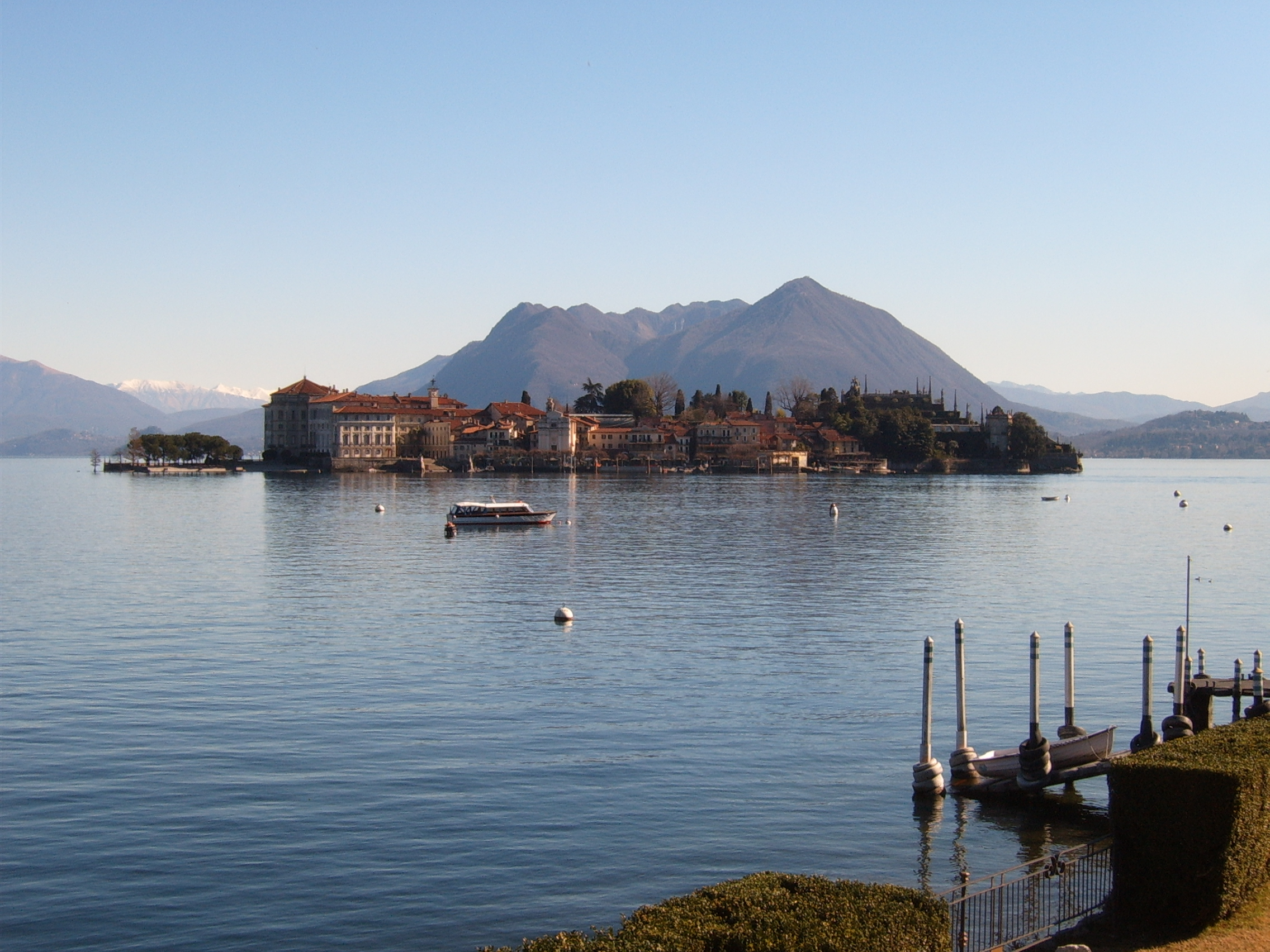
Isola Bella.
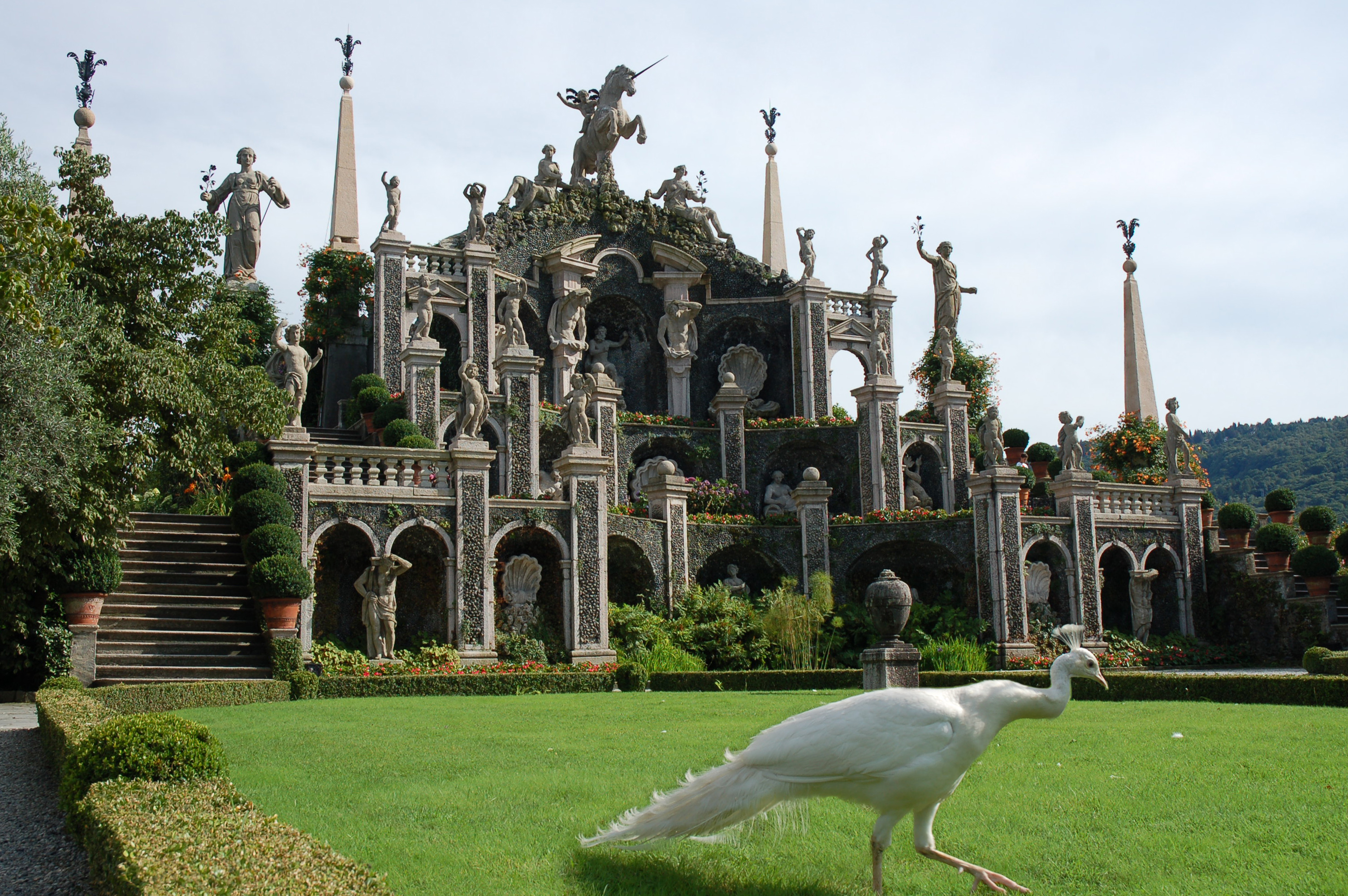
Belvédère du jardin d'Isola Bella.
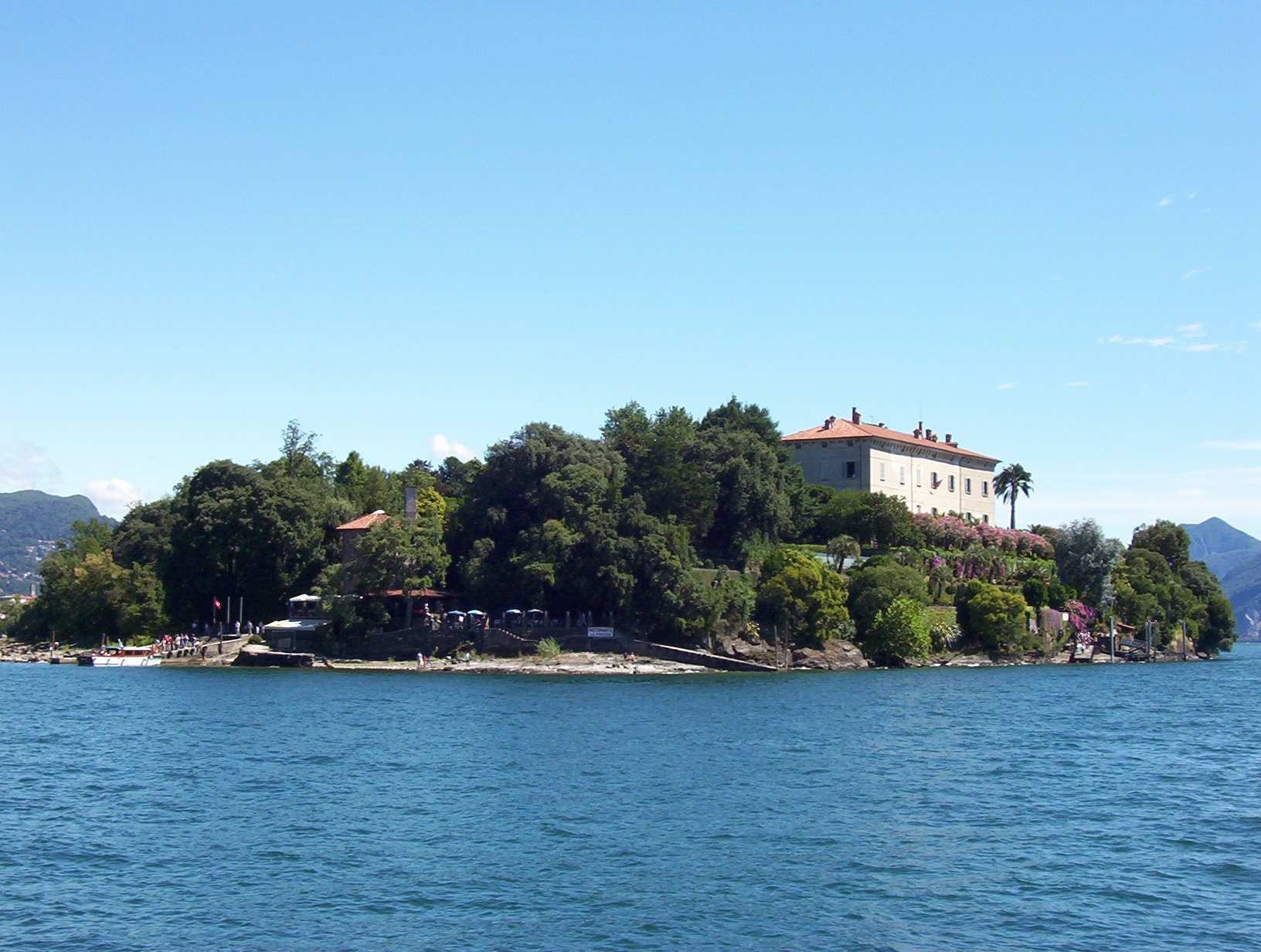
Isola Madre.
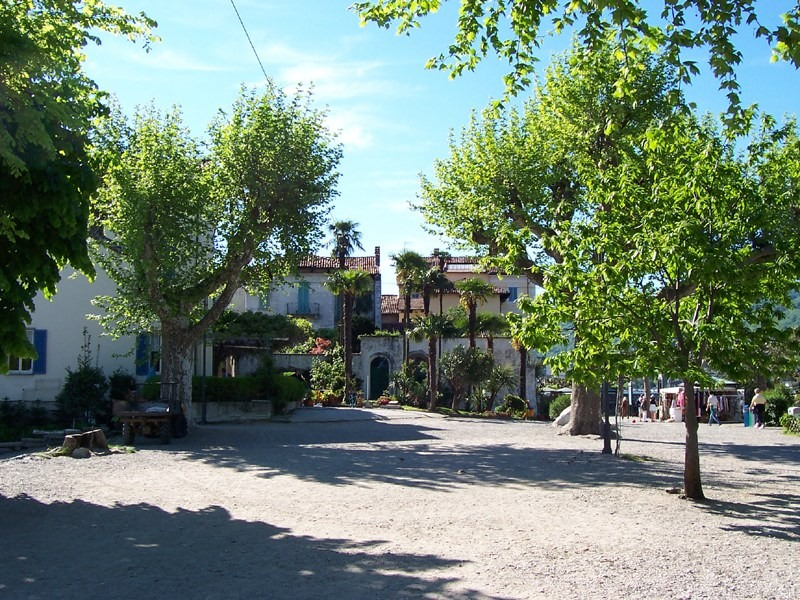
Isola dei Pescatori.
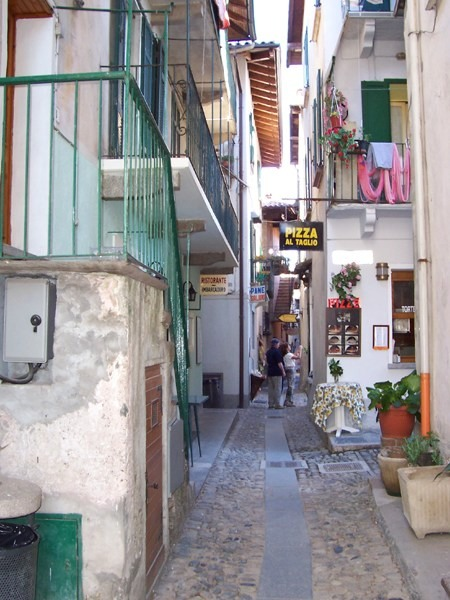
Une ruelle sur Isola dei Pescatori.